# Pleven

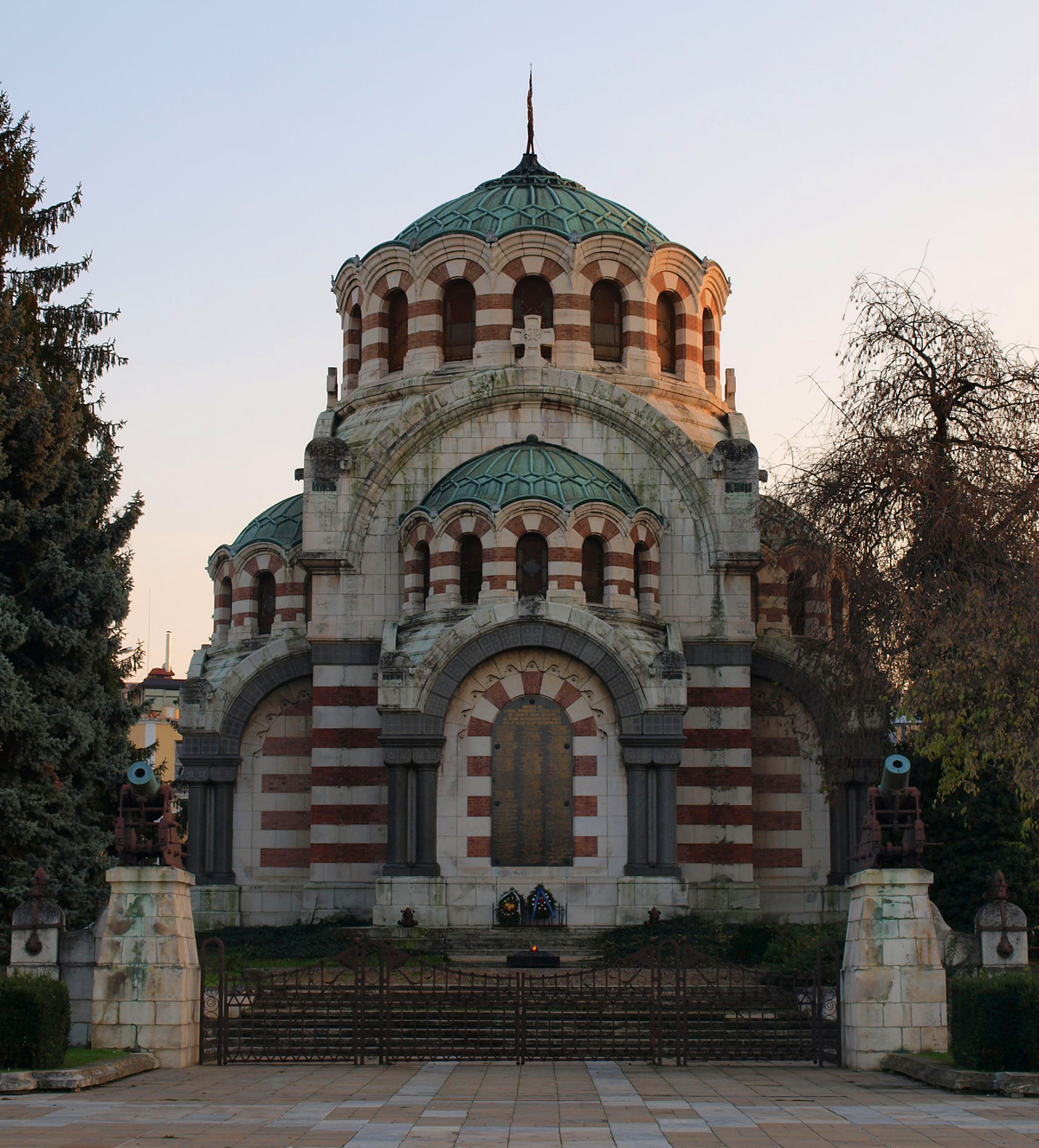
A Plevna ostroma során elesett orosz és román katonák emlékére 1903 és 1905 között emelt Hódító Szent György kápolna mauzóleum, Pleven egyik jelképe.

Pleven (bolgár Плевен, régi neve Plevna) Bulgária hetedik legnépesebb városa, az ország északi részén. Pleven megye, illetve a kisebb Pleven járás (obstina) közigazgatási központja.
A Duna-síkságon, a román határ közelében elhelyezkedő város népessége 135 597 (2008. szeptember 15.).
A város 1877-ben zajlott, a törökök kiűzésével végződött ostroma a kor nagy nemzetközi figyelem mellett zajló emlékezetes történelmi eseménye volt. Ma Pleven a régió jelentős gazdasági központja, Észak-Bulgária harmadik legnagyobb városa Várna és Rusze után.

## Földrajz
Pleven Észak-Bulgáriában, a Duna-mellék síkságán fekszik. A város körül alacsony mészkődombok emelkednek. Központi elhelyezkedése miatt fontos adminisztratív, közlekedési, politikai, kulturális és gazdasági központ. 170 km-re található Szófiától, 320 km-re a Fekete-tenger partjától, 50 km-re a Dunától.

### Klíma
Pleven éghajlata mérsékelt kontinentális. A telek hidegek, sok hó esik, és néha a hőmérséklet a -20°C-ot is elérheti. A tavaszok 20°C körüliek, a nyarak nagyon forróak, akár 40°C-osak is lehetnek.

## Híres emberek
- Itt született 1941. június 5-én Bojko Dimitrov bolgár kommunista politikus, Bulgária egykori külügyminisztere.

## Külső hivatkozások
- Pleven járás
- Cities and villages in Pleven municipality — maps, populations, postal and phone codes, facts
- Pleven article and photos at Pictures Of Bulgaria Archiválva 2007. augusztus 14-i dátummal a Wayback Machine-ben
- Pictures from Pleven
- Pictures from the Panorama building
- Regional Historical Museum Archiválva 2021. április 19-i dátummal a Wayback Machine-ben

## Fordítás
- Ez a szócikk részben vagy egészben  a   Pleven című angol Wikipédia-szócikk ezen változatának fordításán alapul.  Az eredeti cikk szerkesztőit annak laptörténete sorolja fel. Ez a jelzés csupán a megfogalmazás eredetét és a szerzői jogokat jelzi, nem szolgál a cikkben szereplő információk forrásmegjelöléseként.